# Juniorpanamerikamesterskabet i håndbold 2009 (mænd)
Juniorpanamerikamesterskabet i håndbold 2009 for mænd blev arrangeret af PATHF og afholdt i Buenos Aires, Argentina i perioden 14. – 18. april 2009 med deltagelse af seks hold. Mesterskabet blev vundet af Argentina foran Brasilien og Grønland, og eftersom turneringen tillige gjaldt som det panamerikanske kvalifikationsstævne til junior-VM i håndbold senere på året, kvalificerede de tre førnævnte hold sig til junior-VM-slutrunden i Egypten.

## Resultater
| Dato  | Kamp                  | Res.  |
| ----- | --------------------- | ----- |
| 14.4. | Chile - Mexico        | 35-26 |
| 14.4. | Brasilien - Grønland  | 36-29 |
| 14.4. | Argentina - Uruguay   | 31-12 |
| 15.4. | Uruguay - Brasilien   | 14-37 |
| 15.4. | Grønland - Chile      | 28-27 |
| 15.4. | Mexico - Argentina    | 17-47 |
| 16.4. | Uruguay - Mexico      | 23-22 |
| 16.4. | Brasilien - Chile     | 36-26 |
| 16.4. | Argentina - Grønland  | 31-14 |
| 17.4. | Grønland - Uruguay    | 33-28 |
| 17.4. | Brasilien - Mexico    | 50-24 |
| 17.4. | Chile - Argentina     | 24-33 |
| 18.4. | Mexico - Grønland     | 31-41 |
| 18.4. | Chile - Uruguay       | 35-26 |
| 18.4. | Argentina - Brasilien | 21-14 |

| Plac.  | Hold      | Kampe | Mål     | Point |
| ------ | --------- | ----- | ------- | ----- |
| Guld   | Argentina | 5     | 163-081 | 10    |
| Sølv   | Brasilien | 5     | 173-114 | 8     |
| Bronze | Grønland  | 5     | 145-153 | 6     |
| 4.     | Chile     | 5     | 147-149 | 4     |
| 5.     | Uruguay   | 5     | 103-158 | 2     |
| 6.     | Mexico    | 5     | 120-196 | 0     |